# Marquesado de Apezteguía
El marquesado de Apezteguía es un título nobiliario español creado por la reina regente María Cristina de Habsburgo Lorena, durante la minoría del rey Alfonso XIII, y concedido a Julio de Apezteguía y Tarafa, diputado a Cortes por Santa Clara y La Habana (Cuba), el 31 de enero de 1891 por real decreto y el 30 de junio de 1893 por real despacho.
Se le concedió la Grandeza de España el 16 de mayo de 1893 mediante un real decreto y el 6 de septiembre del mismo año por real despacho. Fue rehabilitado por Alfonso XIII en 1924 y recayó en María Inés de Sanjuanena y Fontagud.

## Marqueses de Apezteguía
|                                 | Titular                             | Periodo                   |
| Creación por Alfonso XIII       | Creación por Alfonso XIII           | Creación por Alfonso XIII |
| ------------------------------- | ----------------------------------- | ------------------------- |
| I                               | Julio de Apezteguía y Tarafa        | 1891-1902                 |
| Rehabilitación por Alfonso XIII |                                     |                           |
| II                              | María Inés de Sanjuanena y Fontagut | 1924-1991                 |
| III                             | Jaime Parladé y Sanjuanena          | 1994-2015                 |
| IV                              | María Parladé Ybarra                | 2016-presente             |

## Historia de los marqueses de Apezteguía
La lista de sus titulares es la que sigue:
- Julio de Apezteguía y Tarafa (Trinidad, 12 de diciembre de 1843-Nueva York, 19 de abril de 1902), I marqués de Apezteguía, grande de España, Gran cruz de Isabel la Católica, diputado a Cortes e ingeniero.

Se casó con Helen Vincent Seagrave. El 20 de octubre de 1924, por rehabilitación, le sucedió su sobrina nieta:
- María Inés de Sanjuanena y Fontagut (1902-1991), II marquesa de Apezteguía, grande de España.

Se casó con el príncipe Renato Pignatelli de Monterroduni y Gravina della Leonessa. El 9 de febrero de 1994  le sucedió su sobrino, hijo de su hermana Paloma de Sanjuanena y Fontagut, XII condesa de Alcudia, grande de España, y de Jaime Parladé y Gross:
- Jaime Parladé y Sanjuanena (m. 2015), III marqués de Apezteguía, grande de España.

Se casó con Janetta Woolley. El 14 de septiembre de 2016 —tras publicación en el BOE del 8 de junio— le sucedió su sobrina:
- María Parladé Ybarra, IV marquesa de Apezteguía, grande de España.

Se casó con el empresario Ramiro Mato.